# Martina Trevisanová
Martina Trevisanová (* 3. listopadu 1993 Florencie) je italská profesionální tenistka hrající levou rukou. Ve své dosavadní kariéře na okruhu WTA Tour vyhrála jeden turnaj ve dvouhře, když triumfovala na Morocco Open 2022. V rámci okruhu ITF získala deset titulů ve dvouhře a dva ve čtyřhře.
Na žebříčku WTA byla ve dvouhře nejvýše klasifikována v květnu 2023 na 18. místě a ve čtyřhře v červnu 2021 na 138. místě.
V italském týmu Billie Jean King Cupu debutovala v roce 2017 forlìjskou 2. světovou skupinou proti Slovensku, v níž za rozhodnutého stavu vyhrála s Jasmine Paoliniovou závěrečnou čtyřhru po skreči soupeřek. Slovenky zvítězily 3:2 na zápasy. V roce 2024 byla členkou italského výběru, který na finálovém turnaji získal titul.  Do roku 2025 v soutěži nastoupila k patnácti mezistátním utkáním s bilancí 6–4 ve dvouhře a 5–3 ve čtyřhře.
Bratr Matteo Trevisan (nar. 1989) je také profesionální tenista a vítěz juniorské čtyřhry ve Wimbledonu 2007. Otec Claudio Trevisan byl profesionální fotbalista. Ranou fázi kariéry jí komplikovaly porucha příjmu potravy a zranění.

## Tenisová kariéra

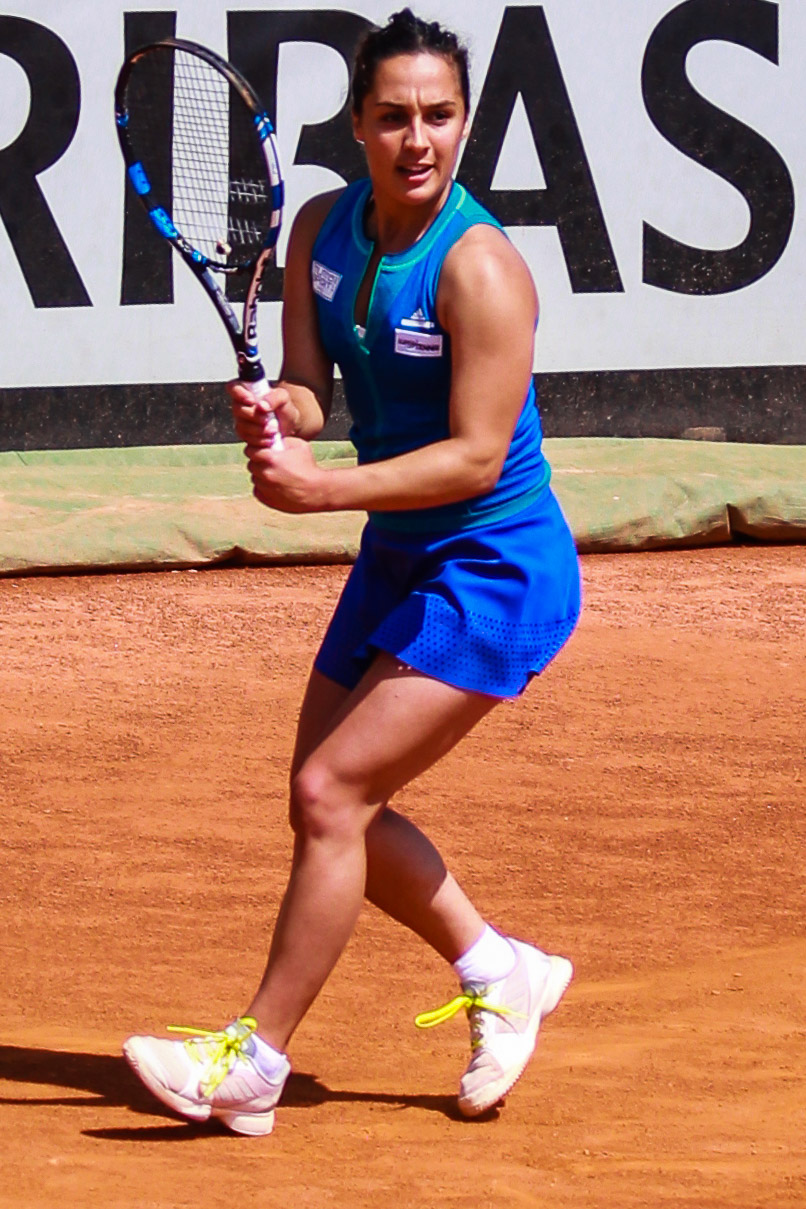
Ve 2. světové baráži Fed Cupu 2017 proti Tchaj-wanu

V juniorském tenise si zahrála deblová semifinále na French Open 2009 a ve Wimbledonu 2009.
V rámci událostí okruhu ITF debutovala v červnu 2008, když na turnaj v Turíně s dotací 10 tisíc dolarů obdržela divokou kartu. Ve druhém kole podlehla krajance Federice Querciové z páté světové stovky. Premiérový titul v této úrovni tenisu vybojovala během září 2014 v italské Pule. Na turnaji s rozpočtem 10 tisíc dolarů startovala opět na divokou kartu. Ve finále přehrála krajanku Cristianu Ferrandovou, figurující na konci první tisícovky klasifikace.
V kvalifikaci WTA Tour debutovala na květnovém Internazionali BNL d'Italia 2009 v Římě. Na úvod kvalifikačního turnaje však nestačila na stou osmou hráčku žebříčku Aravane Rezaïovou z Francie. Hlavní soutěž si poprvé zahrála na antukovém Ladies Championship Gstaad 2017, kde ji v prvním kole vyřadila třetí nasazená a pozdější finalistka Anett Kontaveitová z Estonska. Na úvod bastadského Swedish Open 2017 ji vyřadila Švýcarka Viktorija Golubicová. V sezóně 2018 nepřešla dvakrát úvodní fázi turnajů WTA a sedmkrát skončila již v kvalifikaci. V roce 2019 pak třikrát vypadla v prvním kole a osmkrát v kvalifikaci. Pouze na dubnovém Volvo Car Open 2019 přehrála ukrajinskou kvalifikantku Nadiju Kičenokovou. Následně jí stopku vystavila nizozemská světová šestka Kiki Bertensová.
Debut v hlavní soutěži nejvyšší grandslamové kategorie přišel v ženském singlu Australian Open 2020 po zvládnuté tříkolové kvalifikaci, v níž na její raketě postupně dohrály Rumunka Jaqueline Cristianová, Belgičanka Ysaline Bonaventureová a Kanaďanka Eugenie Bouchardová. V úvodním kole však nenašla recept na pozdější americkou šampionku Sofii Keninovou. Premiérové finále na okruhu WTA Tour odehrála ve čtyřhře Palermo Ladies Open 2020, který se stal prvním turnajem po srpnovém obnovení sezóny kvůli pandemii koronaviru. Po boku krajanky Elisabetty Cocciarettoové však ve dvou setech podlehly nizozemsko-slovinskému páru Arantxa Rusová a Tamara Zidanšeková. Do druhé fáze postoupila na TK Sparta Prague Open 2020, kde ji vyřadila Řekyně Valentini Grammatikopoulou z konce třetí světové stovky. První grandslamový zápas vyhrála na French Open 2020. Po skreči krajanky Camily Giorgiové zdolala ve druhém utkání americkou teenagerku z šesté světové desítky Coco Gauffovou a ve třetím dvacátou nasazenou Řekyni Marii Sakkariovou po odvrácení dvou mečbolů v tiebreaku druhé sady.

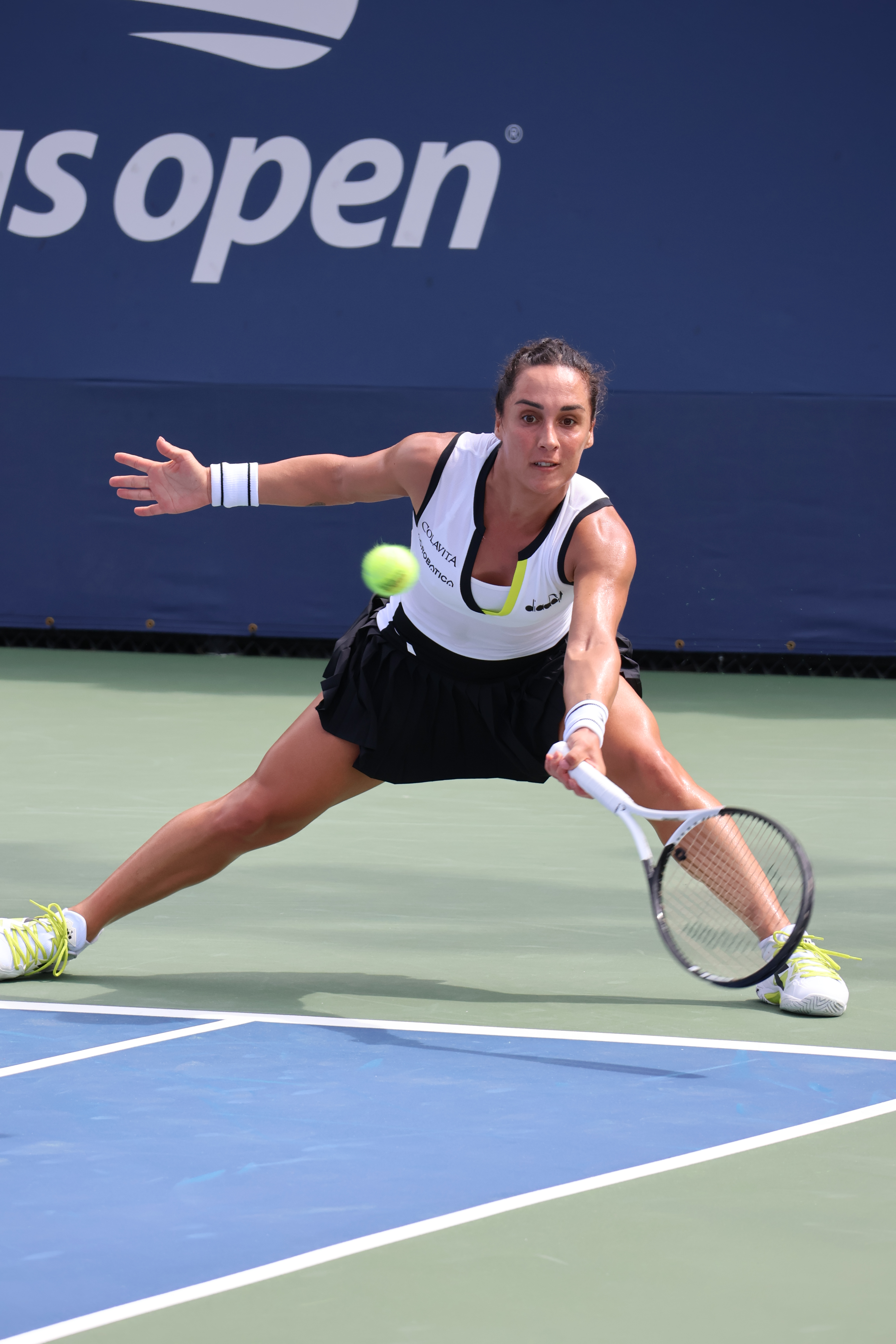
Nízký forhend na US Open 2023

Premiérovou trofej na túře WTA vybojovala ve 28 letech na antukovém Grand Prix SAR La Princesse Lalla Meryem 2022 v Rabatu. Jako osmdesátá pátá hráčka žebříčku ve druhém kole porazila desátou hráčku světa Garbiñe Muguruzaovou, čímž zaznamenala druhou kariérní výhru nad tenistkami umístěnými do desátého místa žebříčku WTA. Španělka přitom vedla po zisku prvního setu v druhém dějství už o brejk. Ve finále zdolala o sedm míst níže postavenou Američanku Claire Liuovou, s níž ztratila jen tři gamy. Na Morocco Open se tak stala čtvrtou italskou šampionkou. Na navazujícím French Open 2022 postoupila po dvou letech opět do čtvrtfinále, když cestou pavoukem neztratila ani jeden set. Mezi poslední osmičkou přehrála světovou osmnáctku Leylah Fernandezovou. Dle analýzy WTA zvládla postoupit z nejtěžší čtvrtiny pavouka. V open éře se po Schiavoneové a Erraniové stala třetí italskou semifinalistkou French Open a dvanáctou levačkou v této fázi pařížského majoru. Jako první Italka od Pennettaové a sezóny 2009 vytvořila sérii 10zápasové neporazitelnosti.

## Finále na okruhu WTA Tour
| Legenda                                      |
| -------------------------------------------- |
| D – dvouhra; Č – čtyřhra                     |
| Grand Slam (0)                               |
| Turnaj mistryň (0)                           |
| Premier Mandatory & Premier 5 / WTA 1000 (0) |
| Premier / WTA 500 (0)                        |
| International / WTA 250 (1–0 D; 0–1 Č)       |

### Dvouhra: 1 (1–0)
| Stav    | č. | datum           | turnaj        | kategorie | povrch | soupeřka ve finále | výsledek |
| ------- | -- | --------------- | ------------- | --------- | ------ | ------------------ | -------- |
| Vítězka | 1. | 21. května 2022 | Rabat, Maroko | WTA 250   | antuka | Claire Liuová      | 6–2, 6–1 |

### Čtyřhra: 1 (0–1)
| Stav       | č. | datum         | turnaj          | kategorie     | povrch | spoluhráčka              | soupeřky ve finále                | výsledek |
| ---------- | -- | ------------- | --------------- | ------------- | ------ | ------------------------ | --------------------------------- | -------- |
| Finalistka | 1. | 9. srpna 2020 | Palermo, Itálie | International | antuka | Elisabetta Cocciarettová | Arantxa Rusová Tamara Zidanšeková | 5–7, 5–7 |

## Finále série WTA 125
| Legenda                  |
| ------------------------ |
| D – dvouhra; Č – čtyřhra |
| WTA 125 (1–1 D)          |

### Dvouhra: 2 (1–1)
| Stav       | č. | datum         | turnaj             | povrch | soupeřka ve finále | výsledek |
| ---------- | -- | ------------- | ------------------ | ------ | ------------------ | -------- |
| Finalistka | 1. | září 2021     | Karlsruhe, Německo | antuka | Majar Šarífová     | 3–2, 2–6 |
| Vítězka    | 1. | červenec 2024 | Båstad, Švédsko    | antuka | Ann Liová          | 6–2, 6–2 |

## Tituly na okruhu ITF
| Dotace turnajů okruhu ITF | Dotace turnajů okruhu ITF |
| ------------------------- | ------------------------- |
| 100 000 $ tournaments     | 80 000 $ tournaments      |
| 75 000 $ tournaments      | 60 000 $ tournaments      |
| 50 000 $ tournaments      | 25 000 $ tournaments      |
| 15 000 $ tournaments      | 10 000 $ tournaments      |

### Dvouhra (10 titulů)
| č.  | datum       | turnaj              | povrch | poražená soupeřka     | výsledek      |
| --- | ----------- | ------------------- | ------ | --------------------- | ------------- |
| 1.  | září 2014   | Pula, Itálie        | antuka | Cristiana Ferrandová  | 6–4, 6–3      |
| 2.  | září 2014   | Pula, Itálie        | antuka | Marie Benoîtová       | 6–4, 6–3      |
| 3.  | květen 2015 | Pula, Itálie        | antuka | Ulrikke Eikeriová     | 6–3, 3–6, 6–1 |
| 4.  | srpen 2015  | Řím, Itálie         | antuka | Lisa Sabinová         | 6–1, 6–3      |
| 5.  | říjen 2015  | Pula, Itálie        | antuka | Anastasia Grymalská   | 7–5, 3–6, 6–1 |
| 6.  | srpen 2016  | Bagnatica, Itálie   | antuka | Katarzyna Piterová    | 6–1, 5–7, 7–5 |
| 7.  | říjen 2016  | Pula, Itálie        | antuka | Beatriz Haddad Maiová | 6–3, 6–4      |
| 8.  | červen 2017 | Varšava, Polsko     | antuka | Olga Jančuková        | 6–2, 6–4      |
| 9.  | září 2019   | Pula, Itálie        | antuka | Seone Mendezová       | 6-4, 5–7, 7–5 |
| 10. | září 2021   | Valencie, Španělsko | antuka | Dalma Gálfiová        | 4–6, 6–4, 6–0 |

### Čtyřhra: (2 tituly)
| Č. | datum      | turnaj         | povrch | spoluhráčka         | poražené finalistky                          | výsledek |
| -- | ---------- | -------------- | ------ | ------------------- | -------------------------------------------- | -------- |
| 1. | srpen 2009 | Pesaro, Itálie | antuka | Anastasia Grymalská | Alice Balducciová Federica di Sarraová       | 6–2, 6–2 |
| 2. | duben 2015 | Pula, Itálie   | antuka | Alice Matteucciová  | Giorgia Marchettiová Anna-Giulia Remondinová | 6–2, 6–3 |

## Finále soutěží družstev: 2 (1–1)
| Výsledek   | č. | datum a místo konání                                                                              | spoluhráčky                                                                          | soupeřky                                                                                           | skóre |
| ---------- | -- | ------------------------------------------------------------------------------------------------- | ------------------------------------------------------------------------------------ | -------------------------------------------------------------------------------------------------- | ----- |
| Finalistka | 1. | Billie Jean King Cup 2023 12. listopadu 2023 Sevilla, Španělsko tvrdý (hala), Estadio La Cartuja  | Jasmine Paoliniová Elisabetta Cocciarettová Lucia Bronzettiová Lucrezia Stefaniniová | Kanada                                                                                             | 0–2   |
| Finalistka | 1. | Billie Jean King Cup 2023 12. listopadu 2023 Sevilla, Španělsko tvrdý (hala), Estadio La Cartuja  | Jasmine Paoliniová Elisabetta Cocciarettová Lucia Bronzettiová Lucrezia Stefaniniová | Leylah Fernandezová Rebecca Marinová Eugenie Bouchardová Marina Stakusicová Gabriela Dabrowská     | 0–2   |
| Vítězka    | 1. | Billie Jean King Cup 2024 20. listopadu 2024 Malaga, Španělsko tvrdý (hala), Martin Carpena Arena | Jasmine Paoliniová Elisabetta Cocciarettová Lucia Bronzettiová Sara Erraniová        | Slovensko                                                                                          | 2–0   |
| Vítězka    | 1. | Billie Jean King Cup 2024 20. listopadu 2024 Malaga, Španělsko tvrdý (hala), Martin Carpena Arena | Jasmine Paoliniová Elisabetta Cocciarettová Lucia Bronzettiová Sara Erraniová        | Rebecca Šramková Anna Karolína Schmiedlová Viktória Hrunčáková Renáta Jamrichová Tereza Mihalíková | 2–0   |